# Heckler & Koch VP70

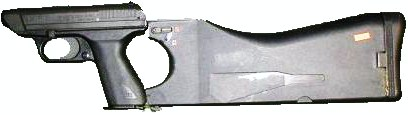
HK VP70M s nasazenou pažbou

Heckler & Koch VP70 je německá pistole vyráběná firmou Heckler & Koch.

## Konstrukce
Jedná se o zbraň ráže 9 mm Luger s pevnou hlavní a neuzamčeným dynamickým závěrem, plastovým rámem (Jde tedy o první pistoli s plastovým rámem vůbec, a to 12 let před GLOCKEM 17) a zásobníkem na osmnáct nábojů. Spoušťový mechanismus je pouze dvojčinný (DAO). Stisknutím spouště se nejprve úderník napne a poté i uvolní, přičemž odpor spouště při napínání je dost silný. Protože jde o systém umožňující bezpečné nošení pistole s nábojem v komoře, nemá zbraň žádnou manuální pojistku.
S pistolí se dodávala speciální plastová pažba, která slouží současně jako pouzdro na pistoli. Pažba se nasazuje do drážky na zadní straně rukojeti, přičemž zvláštní čep na horním výstupku pažby zapadá do úchytu na konci rámu pistole a aktivuje tak možnost střelby třírannými dávkami. Volba střelby se prováděla páčkou na pažbě.

## Modely
Původní model VP70 byl představen v roce 1970. Již v roce 1971 byl přejmenován na VP70M (militär = vojenský) a na trh byl uveden model VP70Z (zivil = civilní). U něj došlo k vypuštění přídavné pažby a možnosti střelby dávkou. Prodával se jako běžná samonabíjecí pistole. VP-70M nakoupily ozbrojené síly některých afrických států a VP-70Z zase některé policejní agentury. Nicméně celkový objem prodeje nečekaně zklamal[zdroj⁠?!] a výroba skončila v polovině osmdesátých let 20. století.

## Základní údaje
- Typ: Samonabíjecí pistole
- Místo původu: Západní Německo
- Navrženo: 1970
- Výrobce: Heckler & Koch
- Vyrobeno: 1970-1989
- Varianty: VP70Z
- Ráže: 9 × 19 mm Parabellum, 9x21mm IMI (VP70Z pouze)
- Kapacita zásobníku: 18 nábojů
- Délka: 204 mm
- Výška: 144 mm
- Šířka: 32 mm
- Hmotnost bez nábojů: 820 g
- Hmotnost nabité zbraně: 1135 g